# Альбериго, Джузеппе
Джузе́ппе Альбери́го (итал. Giuseppe Alberigo; 21 января 1926, Варесе — 15 июня 2007, Болонья) — современный итальянский историк, один из ведущих специалистов по истории Католической церкви и Второго Ватиканского собора. Один из ведущих представителей т.н. Болонской школы.

## Биография
Джузеппе Альбериго родился 21 января 1926 года в Варесе, на самом севере Италии.
В 1948 году получил докторскую степень в Католическом университете Милана (доктор юридических наук), работал ассистентом в «Центре документации» в Болонье. Проводил исследования по вопросам права и церковной истории. В 1951 году Альбериго был назначен профессором в университет Модены. C 1954 по 1967 год работал в университете Флоренции.
В 1962 году Джузеппе Альбериго стал руководителем Института религиозных исследований в Болонье, а в 1967 году получил назначение в качестве профессора церковной истории. К этому же времени относятся его исследования по истории Тридентского собора над которыми он работал во время двухгодичного исследовательского пребывания в Бонне.
В 1999 году Джузеппе Альбериго было присвоено звание почётного доктора факультета католической теологии Вестфальского университета в Мюнстере.
Также долгое время Джузеппе Альбериго, совместно с Хансом Кюнгом и Карлом Ранером был членом редакции теологического журнала «Concilium».
Умер 15 июня 2007 года в Болонье.

## Научная деятельность
Альбериго известен во всём научном мире своими исследованиями по истории Второго Ватиканского собора, в частности, вышедшим под его редакцией пятитомным трудом по этого собора («Storia del concilio Vaticano II»), опубликованном в 1995—2001 годы и переведённом на многие языки, в том числе и русский.
Альбериго также написал несколько исследований о деятельности папы римского Иоанна XXIII. Он был автором и редактором многих других книг и эссе.

## Награды
Кавалер Большого креста Ордена «За заслуги перед Итальянской Республикой». Награждён 18 апреля 2007 года по инициативе президента Италии.

## Труды
- Протестантская Реформация. Истоки и причины, 1988.
- История Второга Ватиканского собора, в 5 т., 1995—2001.
- Христианство в Италии, 1997.
- Церковь святая и грешная, 1997.
- Папа Иоанн XXIII, 2000.
- Краткая история Второго Ватиканского собора, 2005.